# کیوشو الکتریک
کیوشو الکتریک (انگلیسی: Kyushu Electric Power) شرکت برق ژاپنی است، که در سال ۱۹۵۱ تأسیس شد.